# Tmesisternus schraderi
Tmesisternus schraderi là một loài bọ cánh cứng trong họ Cerambycidae.